# Sport Group TopCo
Die Sport Group TopCo GmbH ist ein weltweit tätiger deutscher Konzern mit Hauptsitz in Burgheim. Schwerpunkt der Unternehmenstätigkeit ist die Herstellung, der Vertrieb und die Installation von Kunstrasensystemen, Sportkunststoffbelägen und Kleinsportanlagen. Neben den Produkten werden auch Dienstleistungen zur Pflege der Anlagen vermarktet. Darüber hinaus werden auch Kunststoffprodukte und Beschichtungen für industrielle Anwendungen hergestellt. Teil des Konzerns ist das US-amerikanische Unternehmen Astroturf, dessen Namen in den USA als Synonym für Kunstrasen verwendet wird. Das Handelsblatt bezeichnete die Unternehmensgruppe 2019 als Weltmarktführer für Kunstrasen.

## Geschichte
Der Konzern führt seine Geschichte auf das heutige Tochterunternehmen Polytan GmbH zurück, das 1969 unter dem Namen Firl + Schretter Sportstättenbau OHG in Neuburg an der Donau gegründet wurde. Die Firma spezialisierte sich auf die Installation von polyurethangebundenen Kunststoffbelägen für den Sportstättenbau. Polytan wurde 1970 als Handelsmarke eingetragen.
Allerdings sind einige heutige Tochterunternehmen der Sport Group älter. So ging die Melos GmbH bei ihrer Gründung im Jahr 1936 auf die bereits zuvor bestehende Gummiwarenfabrik Worthmann & C. Bösch zurück. Das Tochterunternehmen Astroturf sieht die Entwicklung des gleichnamigen Kunstrasens im Jahr 1965 als seinen Ursprung an.
Der Laufbahnbelag Rekortan aus der Produktion von Polytan wurde 1969 im Olympiastadion Berlin aufgebracht und 1972 bei den Olympischen Spielen in München genutzt. Seit 1995 stellt Polytan Kunstrasensysteme her und erwarb dafür eine Polyurethanproduktionsstätte in Grefrath, die seitdem unter dem Namen Polytex firmiert. Seit 2003 betreibt Polytex bei Kunstrasen eine vollständig vertikale Produktion. Hierzu wurde am Produktionsstandort in Grefrath eine Beschichtungs- und Extrusionsanlage für Kunstrasen installiert. Ebenfalls 2003 nahm die Polytan GmbH erstmals als Lizenznehmer am FIFA Quality Programme for Footballturf teil und installierte im selben Jahr das erste von der Fifa zertifizierte Kunstrasenfeld.
In den 2000er-Jahren stattete Polytan weitere Stadien und Arenen mit Kunstrasen und Laufbahnen aus. Darunter sind das Olympiastadion in München zu den 18. Leichtathletik-Europameisterschaften (2002), das Stadion in La Paz (Bolivien, 2004), die Red Bull Arena in Salzburg (2005), das Stadion Wankdorf in Bern (2005) sowie das Stade de la Maladière vom FC Xamax Neuchatel (2005). Bei der Fußball-WM der U17 in Peru stattete Polytan vier von fünf Austragungsstätten aus.
Im Jahr 2006 wurde die Sportfield Deutschland Holding GmbH gegründet, die Vorgängerin des heutigen Konzerns.
Im Rahmen der Fußball-Weltmeisterschaft in Deutschland 2006 wählte der Deutsche Fußball-Bund (DFB) Poplytan-Produkte aus, um zur Nachwuchsförderung 1000 Minispielfelder mit Kunstrasen zu bauen. Auch nach Auslaufen des Projekts blieben die Minispielfelder ein wichtiges Geschäftsfeld. Seitdem hat Polytan mehr als 2000 dieser Anlagen in Deutschland gebaut.
Von 2007 bis 2009 expandierte das Unternehmen und kaufte Produktions- und Installationsunternehmen in Australien, Deutschland, Frankreich, Schweden und den USA auf. Mit dem erworbenen Installationsunternehmen STI (Sports Technology International) wurde Polytan im Markenverbund Polytan/STI 2011 erstmals FIFA Preferred Producer. 2012 folgte die Lizenzierung als Preferred Pitch Producer des International Rugby Boards (heute World Rugby) sowie Preferred Supplier der Fédération Internationale de Hockey. Ebenfalls 2012 wurde Polytan Ausstatter der Hockeyanlagen der olympischen Spiele in London. Im Jahr 2014 erwarb Polytan das Unternehmen Team Sports, einen australischen Anbieter von Sport- und Freizeitanlagen.
Im Jahr 2015 erfolgte ein Konzernumbau, indem die kurz zuvor gegründete Sport Group TopCo die Sport Group Holding GmbH erwarb. Kurz darauf erwarb die Sport Group Holding die Sportfield Deutschland Holding GmbH und damit die Muttergesellschaft des bisherigen Konzerns.
Im Jahr 2016 erwarb der Konzern die US-amerikanischen Schwesterunternehmen Astroturf und Synlawn, einen 2006 gegründeten Anbieter von Kunstrasen für gestalterische Zwecke außerhalb von Sportanlagen (Landscaping), und im Folgejahr eine Produktionsanlage in Malaysia. Ebenfalls 2016 stattete Polytan die Hockeyfelder bei den Olympischen Spielen in Rio, 2020 die Olympischen Spiele in Tokio mit Kunstrasen aus. Außerdem erhielt das Unternehmen auch den Auftrag für die nächsten beiden Spiele in Paris (2024) und in Los Angeles (2028). Die Konzernmarke Laykold wurde 2020 offiziell als Ausrüster des Tennisturniers US Open anerkannt.

## Produkte von Konzernfirmen

### Polytan GmbH
Die Polytan GmbH hat sich auf Laufbahnen, Allwetterplätze, Fallschutz, Kleinspielfelder und Kunstrasen spezialisiert. Das Unternehmen entwickelt, produziert und installiert seine Produkte selbst und bietet zudem das Recycling alter Kunstrasen an. Die Kunstrasensysteme des Unternehmens werden unter den Marken LigaTurf für Fußball, Poligras für Hockey und LigaGrass für gemischte Anwendungen vermarktet. Bei Laufbahnen ist Polytan vor allem für das Produkt Rekortan bekannt. Die Marke PolyPlay wird als Belag auf Spielplätzen, in Kindergärten, im Schul- oder Breitensport angeboten. Seit 2007 bietet Polytan komplett ausgestattete Minispielfelder an. Dabei sind neben dem Kunstrasen oder Kunststoffboden auch die Tore, Banden und Ballfangnetze enthalten. Digitale Leistungsdiagnostik vertreibt Polytan unter der Marke Polytan SMART. Im Jahr 2020 führte Polytan einen CO2-neutralen Kunstrasen (LigaTurf Cross GT zero) aus nachwachsenden Rohstoffen in sein Sortiment ein und begann mit dem Einsatz von grünem Strom in der Produktion. Die Fasern des Produkts bestehen bis zu 70 Prozent aus biobasiertem Kunststoff aus den Abfällen der brasilianischem Zuckerrohrernte. Polytan bezieht sein Material vom brasilianischen Chemieunternehmen Braskem. Seit 2022 wird das vollständige Recycling von Kunstrasen über das Konzernunternehmen FormaTurf angeboten.

### Astroturf
Astroturf produziert und verkauft insbesondere Kunstrasen. Anders als auf dem deutschen Markt spielt dabei auch die Gestaltung von nicht für den Sport genutzten Flächen mit Grasimitat eine Rolle. Zudem vermarktet Astroturf auch Produkte anderer Konzernmarken in den USA, beispielsweise den Laufbahnbelag Rekortan.

### Melos GmbH
Die Melos GmbH mit Sitz in Melle stellt Granulate aus Ethylen-Propylen-Dien-Kautschuk. Neben dem Einsatz im Kunstrasen, für Laufbahnbeläge und Fallschutzoberflächen wird das Material auch bei der Herstellung von Kabeln und für andere Industrieprodukte verwendet.

### Advanced Polymer Technology (APT)
Die Tochterfirma APT mit Sitz in Evans City, Pennsylvania, stellt die Materialien für Kunstrasen, Laufbahnen und Tennisplätze her, aber auch Beschichtungen für Fußböden, insbesondere in Parkhäusern.

### Synlawn
Synlawn ging aus einer 2003 begründeten Marke von Astroturf hervor und spezialisiert sich auf Kunstrasen, der nicht für sportliche Anwendungen gedacht ist, mit Ausnahme von künstlichem Golfrasen, für den es ein Synlawn-Produkt gibt. Das Unternehmen bedient die insbesondere in den USA verbreitete Nachfrage nach der Gestaltung öffentlicher und privater Flächen mit Kunstrasen. Auch imitierte bepflanzte Wände werden angeboten.

## Unternehmensstruktur
Der Hauptsitz der Sport Group TopCo ist Burgheim. Die Produktionsstätte der Polytan GmbH (Polytex) ist in Grefrath.
Der Konzern hat 672 Angestellte und 1159 gewerbliche Mitarbeiter (Stand Ende 2021). In den Konzernabschluss der Sport Group TopCo sind neben dem Konzernmutterunternehmen 33 weitere Gesellschaften voll konsolidiert. Es handelt sich jeweils um hundertprozentige Tochtergesellschaften. Damit ist das Unternehmen in Deutschland, Großbritannien, Schweden, den Niederlanden, Polen, Frankreich, den USA, Australien, China, Neuseeland, Malaysia und Singapur vertreten.
Eigentümer der Sport Group TopCo sind zu annähernd 90 Prozent verschiedenen Fonds des Private-Equity-Unternehmens Equistone.